# Heterodon
Heterodon – rodzaj węży z podrodziny ślimaczarzy (Dipsadinae) w rodzinie połozowatych (Colubridae).

## Zasięg występowania
Rodzaj obejmuje gatunki występujące w Kanadzie, Stanach Zjednoczonych i Meksyku.

## Systematyka

### Etymologia
Heterodon: gr. ἑτερος heteros „inny, różny”; οδους odous, οδοντος odontos „ząb”.

### Podział systematyczny
Do rodzaju należą następujące gatunki:
- Heterodon kennerlyi Kennicott, 1860
- Heterodon nasicus Baird & Girard, 1852 – heterodon zachodni
- Heterodon platirhinos Latreille, 1801 – heterodon płaskonosy[6]
- Heterodon simus (Linnaeus, 1766)